# خوليو غوتيريز
خوليو غوتيريز (بالإسبانية: Julio Gutiérrez)‏ (14 سبتمبر 1979 في تشيلي - ) هو لاعب كرة قدم تشيلي في مركز الهجوم. شارك مع منتخب تشيلي لكرة القدم. أما مع النوادي، فقد لعب مع إنديبنديينتي سانتا في وديبورتيفو تاشيرا ومينيروس دو غويانا ونادي أودينيزي ونادي أونيفرسيداد كاتوليكا ونادي بيسكارا ونادي مسينا ويونيون إسبانيولا وIndios de Ciudad Juárez ‏ وايه إس دي سامبينديتيس كالتشيو ‏ ونادي غروسيتو.

## وصلات خارجية
- خوليو غوتيريز على موقع قاعدة بيانات كرة القدم.إي يو (الإنجليزية)
- خوليو غوتيريز على موقع ناشيونال فوتبول تيمز (الإنجليزية)
- خوليو غوتيريز على موقع Soccerway.com (الإنجليزية)
- خوليو غوتيريز على موقع عالم كرة القدم.نت (الإنجليزية)